# Liste des cours d'eau de Cornouaille
Voici une liste alphabétique des cours d'eau du pays de Cornouaille :
- Aber Sandre, « Fiche cours d'eau  (J392440A) »
- Aulne
- Aven
- Bélon
- Douffine
- Rivière du Faou Sandre, « Fiche cours d'eau  (J352600A) »
- Goyen
- Isole
- Jet
- Kerloc'h Sandre, « Fiche cours d'eau  (J391450A) »
- Laïta
- Moros
- Névet Sandre, « Fiche cours d'eau  (J393540A) »
- Odet
- Rivière de Pont-l'Abbé Sandre, « Fiche cours d'eau  (J412440A) »
- Steir
- Ster-Goanez Sandre, « Fiche cours d'eau  (J381470A) »
- Ster-Goz Sandre, « Fiche cours d'eau  (J461400A) »

## À voir aussi
- Liste des cours d'eau de Goëlo
- Liste des cours d'eau du pays de Léon
- Liste des cours d'eau du Pays de Lorient
- Liste des cours d'eau de Penthièvre
- Liste des cours d'eau du Poher
- Liste des cours d'eau du Porhoët
- Liste des cours d'eau du Redonnais
- Liste des cours d'eau du Vannetais